# Gare de Gragnague
La gare de Gragnague est une gare ferroviaire française de la ligne de Brive-la-Gaillarde à Toulouse-Matabiau via Capdenac située sur le territoire de la commune de Gragnague, dans le département de la Haute-Garonne, en région Occitanie.
Elle est mise en service en 1864 par la Compagnie du chemin de fer de Paris à Orléans (PO).
C'est une halte voyageurs de la Société nationale des chemins de fer français (SNCF), desservi par des trains TER Occitanie.

## Situation ferroviaire
Établie à 144 mètres d'altitude, la gare de Gragnague est située au point kilométrique (PK) 380,635 de la ligne de Brive-la-Gaillarde à Toulouse-Matabiau via Capdenac, entre les gares de Montastruc-la-Conseillère et de Montrabé.

## Histoire
La station de Gragnague est mise en service le 24 octobre 1864 par la Compagnie du chemin de fer de Paris à Orléans (PO), lorsqu'elle ouvre à l'exploitation la section de Saint-Sulpice-sur-Tarn à Lexos.
La voie est doublée de Toulouse à Saint-Sulpice-la-Pointe entre 2011 et 2013.

## Fréquentation
En 2015, selon les estimations de la SNCF, la fréquentation annuelle de la gare était de 10 578 voyageurs.
De 2015 à 2023, selon les estimations de la SNCF, la fréquentation annuelle de la gare s'élève aux nombres indiqués dans le tableau ci-dessous :
| Année           | 2015   | 2016   | 2017   | 2018   | 2019   | 2020   | 2021   | 2022   | 2023   |
| --------------- | ------ | ------ | ------ | ------ | ------ | ------ | ------ | ------ | ------ |
| Voyageurs seuls | 11 090 | 13 393 | 13 242 | 13 357 | 18 618 | 16 440 | 18 035 | 26 536 | 30 851 |

## Service des voyageurs

### Accueil

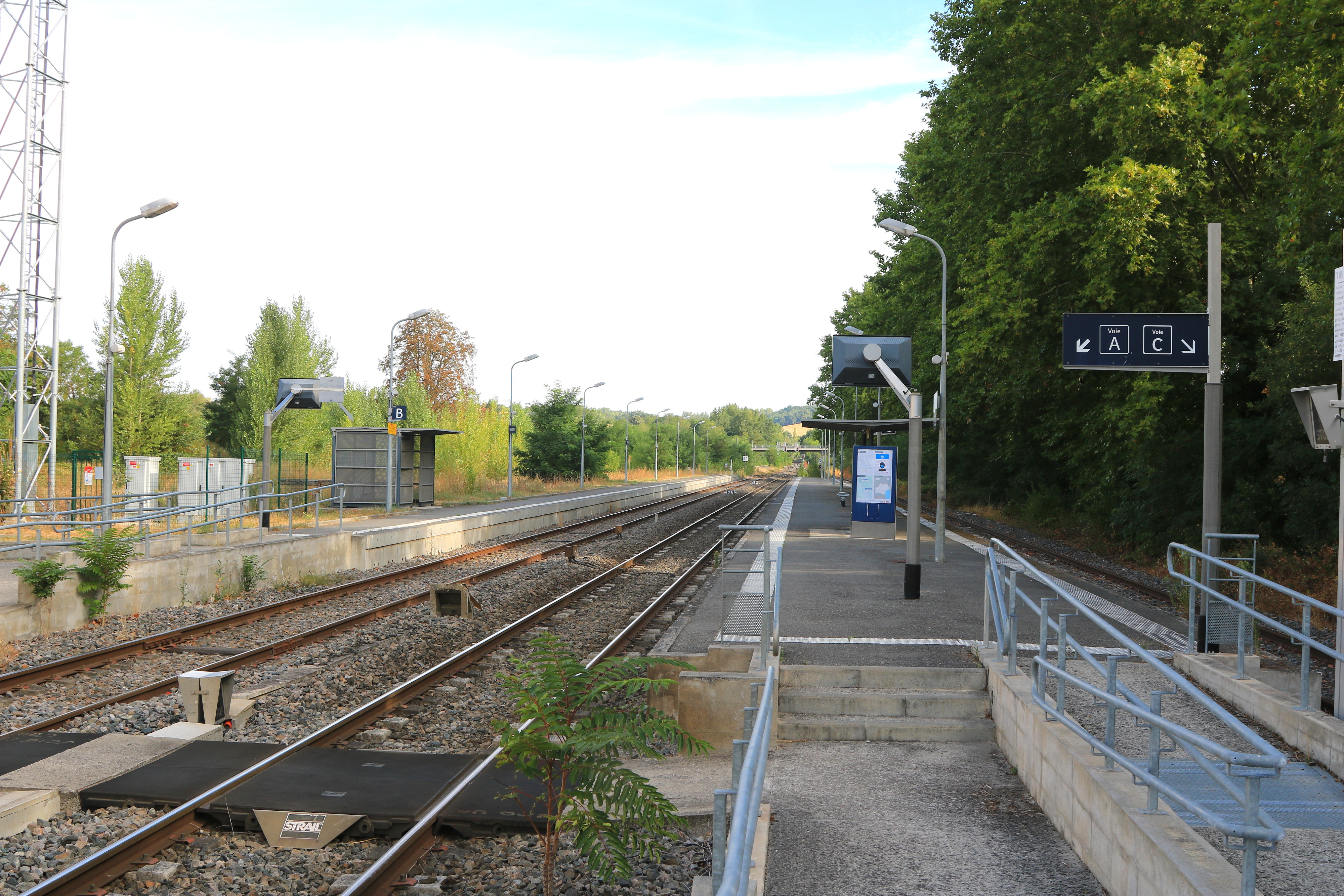
Vue des voies et quais en direction de Saint-Sulpice.

C'est une Halte SNCF, point d'arrêt non géré (PANG) à accès libre.

### Desserte
Gragnague est desservie par des trains TER Occitanie de la relation Toulouse-Matabiau - Albi-Ville dont la plupart sont prolongés ou amorcés en gare de Carmaux,. La gare est également desservie par un train quotidien circulant entre Capdenac et Toulouse-Matabiau.

### Intermodalité
Un parc pour les vélos comprend cinq consignes individuelles et deux accroches-vélos.